# Pedro Franco
Pedro Diniz de Araújo Franco (Rio de Janeiro, 15 de março de 1935) é um médico escritor brasileiro.

## Biografia
Formado médico em 1962 pela Escola de Medicina e Cirurgia da UNI-RIO (hoje Universidade Federal do Rio de Janeiro - UFRJ).
Especializou-se em Cardiologia pela Pontifícia Universidade Católica do Rio de Janeiro com título de especialista pela Sociedade Brasileira de Cardiologia e pela Associação Médica Brasileira.
Professor da Clínica Médica no Hospital Universitário Gaffrée e Guinle.
Atuou profissionalmente na Caixa Econômica Federal.
Escritor, contista, cronista e teatrólogo, publicou várias obras.

## Livros publicados
- Verona (1961);
- Elas (1981);
- Conversa com o paciente I (1981);
- Conversa com o paciente II (1984);
- Conversa com o paciente III (1986);
- Petrópolis: Junqueira e Nogueira (1993);
- Se alguém rir, paro de falar (1999)[nota 1][4];
- Ao mesmo tempo (2002)[nota 2];
- Dezessete contos premiados (2004)[nota 3];
- A última exposição (2006)[nota 4];
- Já sem os adereços (2008)[nota 5];
- Crônicas de Natal (2008);
- Casario e outras crônicas (2008);
- O Lapso (2011).

## Peças teatrais
- Por pouco (2005)[nota 6];
- Delírios e pinceladas (2005)[nota 7];
- Dona Carmen, o Conde de Nova Friburgo e o Asa Negra (2007)[nota 8];
- Quem matou Letícia (2008).[nota 9].

## Instituições literárias
Pertence às seguintes instituições literárias:
- Sociedade Brasileira de Médicos Escritores (SOBRAMES) - Regional do Rio de Janeiro[1][3];
- Academia Brasileira de Médicos Escritores (ABRAMES).[1]

## Reconhecimentos literários
- Mérito Cultural (1997) da União Brasileira de Escritores;
- Mérito Cultural (2005) da ABRAMES;
- Colar do Mérito Literário (1998) da Academia de Letras e Ciências de São Lourenço;
- Prêmio Manoel Antônio de Almeida (1999), condedido pela ABRAMES;
- Colar da Ordem do Magnífico Escritor (1999), da Academia Internacional de Ciências, Letras, Artes e Filosofia do Rio de Janeiro.